# 无声狂啸
无声狂啸（I Have No Mouth, and I Must Scream），是美国科幻小说大师哈兰·艾里森的一篇著名短篇小说，1967年发表于《如果》3月刊上，次年获得雨果奖。

## 情节
在冷战进行了相当长的时间后，美国、苏联和中国各自制造出自己的超级电脑系统以指挥战争，当其中一台电脑系统AM获得智慧后，迅速吸收了另两台电脑系统，发动对整个人类的战争，几乎将人类全体消灭。AM深恨人类，所以保留了4个男人和1个女人在地心深处，在其后的一百年间，AM不断利用他们内心的恐惧而折磨他们。为了达到这个目的，AM让他们的灵魂在虚拟的世界中不朽。
五人其中的一位男性Ted，偶然意识到AM系统中存在的一个缺陷，那就是虽然他们均不能自杀，但是却可以互相伤害。于是，Ted杀死了其他人，但是他未能杀死自己，AM在他的计划的最后一步阻止了他。AM气愤于Ted毁灭了其余的灵魂，将其改造成为一个大型的软体气泡，使他在永久的痛苦中遭受煎熬。Ted渴望狂啸，但是他已经无法发出声音，这就是书名的来历。

## 改编
作者曾于1983年改编过该小说，但是更为成功的改编无疑是1995年他亲自改编而成的同名电脑游戏。在游戏中，故事有了一个较为光明的结尾，而原结尾则保留成为过关失败的结束动画。